# Гелен Томпсон (політична економістка)
Гелен Томпсон (англ. Helen Thompson) — англійська науковиця, яка викладає політику в Кембридзькому університеті, де є професоркою політичної економії та членкинею Клер-коледжу в Кембриджі, де також є директоркою з досліджень.
Працює у Кембриджі з 1994 року і наразі є членкинею кафедри політології та міжнародних досліджень. Одним із її нещодавніх дослідницьких інтересів є фінансова криза 2008 року.
Вона часто була співведучою подкасту Talking Politics разом із Девідом Рансіманом. Зараз є співведучою подкасту These Times на UnHerd.
2024 року журнал «New Statesman» поставив Томпсон на 48-ме місце у списку «The Left Power List 2024», «путівнику журналу з 50 найвпливовіших людей у прогресивній політиці».

## Вибрані твори
- — (Spring 1999). The Modern State, Political Choice and An Open International Economy. Government and Opposition (англ.). Cambridge University Press. 32 (2): 203—225. doi:10.1111/j.1477-7053.1999.tb00478.x. eISSN 1477-7053. ISSN 0017-257X. JSTOR 44482823. LCCN 65009983. OCLC 904489489. S2CID 143614074.
- — (18 травня 2017). Oil and the Western Economic Crisis. Palgrave Macmillan. doi:10.1007/978-3-319-52509-9. ISBN 978-3-319-52509-9. LCCN 2019744263. OCLC 987826447. OL 28330723M.
- — (8 червня 2017). Inevitability and contingency: The political economy of Brexit. The British Journal of Politics and International Relations. 19 (3): 434—449. doi:10.1177/1369148117710431. eISSN 1467-856X. ISSN 1369-1481. LCCN sn99033216. OCLC 49056411. S2CID 157939675.
- — (24 березня 2022). Disorder: Hard Times in the 21st Century (англ.). Oxford University Press. ISBN 978-0198864981. LCCN 2021951494. OCLC 1260819550. OL 33958421M.

## Переклади українською
2025 року у видавництві «Віват» вийшов український переклад праці  «Безлад. Тяжкі часи у XXI столітті». Перекладачка — Ганна Шаховська.

## Зовнішні посилання
- Сторінка профілю коледжу Клер
- Сторінка профілю Кембриджського університету
- Гелен Томпсон на сайті IMDb (англ.)